# Wereldkampioenschappen gewichtheffen 1949
De wereldkampioenschappen gewichtheffen 1949 waren door de Fédération Internationale de Poids et Halteres (FIPH) georganiseerde kampioenschappen voor gewichtheffers. De 27e editie van de wereldkampioenschappen vond plaats in het Circustheater in het Nederlandse Scheveningen van 4 tot en met 6 september 1949. Het was tevens de 31e editie van de Europese kampioenschappen.

## Geschiedenis

### Wereldkampioenschappen
Goud was er voor de Amerikanen Stanley Stanczyk (middenzwaargewichten) en John Davis (zwaargewichten), de Egyptenaren Khadr El-Touni (middengewichten), Ibrahim Shams (lichtgewichten) en Mahmoud Fayad (vedergewichten) en de Iraniër Mahmoud Namjoo (bantamgewichten). Namjoo vestigde er een nieuw wereldrecord (90+97,5+127,5 kg).
In totaal kapen de Amerikanen vijf medailles weg (tweemaal goud, tweemaal zilver en eenmaal brons), de Egyptenaren behalen er vier (driemaal goud en eenmaal zilver) en de Iraniërs drie (eenmaal goud en tweemaal zilver). De Belg Robert Allart behaalde er brons. Daarnaast waren er twee medailles voor Frankrijk (eenmaal zilver en eenmaal brons) en Denemarken (tweemaal zilver). Zweden keerde met een medailles (brons) naar huis.

### Europese kampioenschappen
Europees goud was er voor de Fransen Marcel Thévenet (bantamgewichten) en Jean Debuf (middenzwaargewichten), de Denen Johan Runge (vedergewichten) en Niels Petersen (zwaargewichten), de Zweed Arvid Andersson (lichtgewichten) en de Brit Ernest Peppiatt (middengewichten).
De Fransen kaapten in totaal vier medailles weg (tweemaal goud, eenmaal zilver en eenmaal brons), evenals de Finnen (tweemaal zilver en tweemaal brons). De Denen (tweemaal goud), Britten (eenmaal goud en eenmaal zilver), Zweden (eenmaal goud en eenmaal brons) en de Belgen (eenmaal zilver en enmaal brons) elks twee. Het Belgisch zilver werd behaald door Robert Allart bij de zwaargewichten en het brons door Theofiel Huyge bij de lichtgewichten. Allart tilde in totaal 387,5 kg (127,5 + 115 + 145 kg) en Huyge 297,5 kg (85 + 92,5 + 120 kg).

## Resultaten

### Wereldkampioenschappen
| Gewichtsklasse       | Goud             | Goud     | Zilver         | Zilver   | Brons             | Brons    |
| -------------------- | ---------------- | -------- | -------------- | -------- | ----------------- | -------- |
| Bantamgewichten      | Mahmoud Namjoo   | 315 kg   | Kamal Mahgoub  | 295 kg   | Joseph DePietro   | 295 kg   |
| Vedergewichten       | Mahmoud Fayad    | 332,5 kg | Johan Runge    | 312,5 kg | Max Heral         | 302,5 kg |
| Lichtgewichten       | Ibrahim Shams    | 352,5 kg | Joe Pitman     | 342,5 kg | Arvid Andersson   | 322,5 kg |
| Middengewichten      | Khadr El-Touni   | 397,5 kg | Pete George    | 385 kg   | Hassan Rahnavardi | 340 kg   |
| Middenzwaargewichten | Stanley Stanczyk | 412,5 kg | Jean Debuf     | 382,5 kg | Rasoul Raeisi     | 365 kg   |
| Zwaargewichten       | John Davis       | 442,5 kg | Niels Petersen | 390 kg   | Robert Allart     | 387,5 kg |

### Europese kampioenschappen
| Gewichtsklasse       | Goud            | Goud     | Zilver          | Zilver          | Brons            | Brons           |
| -------------------- | --------------- | -------- | --------------- | --------------- | ---------------- | --------------- |
| Bantamgewichten      | Marcel Thévenet | 267,5 kg | niet uitgereikt | niet uitgereikt | niet uitgereikt  | niet uitgereikt |
| Vedergewichten       | Johan Runge     | 312,5 kg | Max Heral       | 302,5 kg        | Einar Sundström  | 270 kg          |
| Lichtgewichten       | Arvid Andersson | 322,5 kg | Tot Lehtonen    | 300 kg          | Theofiel Huyge   | 297,5 kg        |
| Middengewichten      | Ernest Peppiatt | 335 kg   | Frank Teräskari | 332,5 kg        | Sigvard Kinnunen | 330 kg          |
| Middenzwaargewichten | Jean Debuf      | 382,5 kg | Ernest Roe      | 350 kg          | Juhani Vellamo   | 342,5 kg        |
| Zwaargewichten       | Niels Petersen  | 390 kg   | Robert Allart   | 387,5 kg        | Raymond Herbaux  | 365 kg          |

1891 ·
1898 ·
1899 ·
1903 ·
1904 ·
1905 ·
1906 ·
1907 ·
1908 ·
1909 ·
1910 ·
1911 ·
1913 ·
1920 ·
1922 ·
1923 ·
1937 ·
1938 ·
1946 ·
1947 ·
1949 ·
1950 ·
1951 ·
1953 ·
1954 ·
1955 ·
1957 ·
1958 ·
1959 ·
1961 ·
1962 ·
1963 ·
1964 ·
1965 ·
1966 ·
1967 ·
1968 ·
1969 ·
1970 ·
1971 ·
1972 ·
1973 ·
1974 ·
1975 ·
1976 ·
1977 ·
1978 ·
1979 ·
1980 ·
1981 ·
1982 ·
1983 ·
1984 ·
1985 ·
1986 ·
1987 ·
1989 ·
1990 ·
1991 ·
1992 ·
1993 ·
1994 ·
1995 ·
1996 ·
1997 ·
1998 ·
1999 ·
2001 ·
2002 ·
2003 ·
2005 ·
2006 ·
2007 ·
2009 ·
2010 ·
2011 ·
2012 ·
2013 ·
2014 ·
2015